# 天津清真南大寺
天津清真南大寺是一座位于中国天津市红桥区欢庆西胡同的清真寺，始建于於1882年，是天津市建设较早、规模较大的清真寺之一，也是一座融合了中国明清时期北方庙宇建筑的风格和阿拉伯伊斯兰教色彩的清真寺。该建筑目前为一般保护等级历史风貌建筑。

## 历史
- 天津清真南大寺始建于清代道光二年（1822年），并在光绪二十五年扩建，宣统元年正式落成为当时华北规模最大的清真寺。
- 1966年改用作无线电十三厂，大殿用作生产车间，由于电线短路，1967年引发大火，清代原建大殿焚毁，仅存门殿与沐浴房。
- 1976年，唐山大地震，临时搭建的殿棚受到波及，再次倒塌。
- 1979年，天津市人民政府拨款40万元对建筑进行修缮。
- 1980年7月，清真南大寺重新开放，并被认定为天津市市级文物保护单位。
- 1988年、2001年两次募集资金再次重修。
- 1980年代开始，南寺广场小吃街已经初具规模，在2022年疫情后逐渐成为天津早餐小吃打卡点。

## 建筑
清真南大寺占地面积4452平方米，建筑面积2000平方米。大寺主体建筑为抱厦挑脊殿顶结构，正殿面积约为1300平方米，正殿的对面为过厅，厅殿四壁装饰有砖刻木雕，厅殿内外悬挂经文、汉文匾额和楹联。对门为砖木结构，面阔三间，进深一间，青瓦硬山顶。前后檐接出卷棚廊厦。另有南北经房、耳房、厢房，三面回廊连接。店两侧耸立八座“喧时”“望月”阁楼和葫芦亭。建筑外檐为绘有花卉几何图形的红漆彩绘。大寺的山门建在九级台基上，石狮门楼，左右各有偏门，门前有上马石。门楣上嵌“清真大寺”的砖刻。

## 内部链接
- 天津清真大寺

## 相关链接
- 天津市开放宗教活动场所列表